# قمر متمرد
قمر متمرد – جزء 1: طفلة من رحم النار (بالإنجليزية: Rebel Moon – Part One: A Child of Fire)‏ هو فيلم خيال علمي مغامرات ملحمي أمريكي قادم من إخراج زاك سنايدر وبطولة صوفيا بوتلة، تشارلي هونام، ري فيشر، دجيمون هونسو وباي دونا.

## روابط خارجية
- قمر متمرد على موقع IMDb (الإنجليزية)
- قمر متمرد على موقع ميتاكريتيك (الإنجليزية)
- قمر متمرد على موقع روتن توميتوز (الإنجليزية)
- قمر متمرد على موقع نتفليكس (الإنجليزية)
- قمر متمرد على موقع ألو سيني (الفرنسية)
- قمر متمرد على موقع فيلمافينيتي (الإسبانية)
- قمر متمرد على موقع قاعدة بيانات الفيلم (الإنجليزية)
- قمر متمرد على موقع ليتربوكسد (الإنجليزية)
- قمر متمرد على موقع كينوبويسك (الروسية)